# Гертруде Габл
Гертруде Габл је била аустријска алпска скијашица. Победница је у укупном поретку Светског купа у сезони 1968/69.

## Каријера
Потиче из скијашке породице с обзиром да су њен отац Јозеф и стриц Франц били успешни скијаши. Почела је рано да скија и одмах показала велики таленат. Убрзо је ушла у екипу покрајине Тирол а нешто касније и у аустријску репрезентацију.
Након успеха у јуниорској конкуренцији, 1967. постаје првакиња Аустрије у слалому и комбинацији. Исте године забележила је и прве бодове у Светском купу. Значајан напредак је остварила током наредне сезоне. Већ почетком сезоне 1968. остварила је своју прву победу у Гринделвалду. На Зимским олимпијским играма 1968. у Греноблу се није прославила. У слалому је остала без пласмана, док је у велеслалому била девета а у спусту дванаеста. Након тога је остварила две победе на крају сезоне у Хевенли Велију што јој је омогућило да сезону заврши на седмом месту у укупном поретку а у слалому на другом заједно са Флоранс Стире.
Сезона 1968/69. је била најуспешнија у каријери Гертруде Габл. Остварила је три победе у слалому и једну у велеслалом што јој је било довољно да постане прва Аустријанка победница у укупном поретку Светског купа. Занимљиво је и то да је исте године у мушкој конкуренцији победио Карл Шранц који је из истог места као и Габл, Занкт Антона.
Наредне сезоне Гертруде Габл је остварила знатно слабије резултате и завршила је сезону тек на шеснаестом месту. На Светском првенству 1970. у Гредену је пропустила а најбољи пласмани током сезоне били су јој четврто место у слалому и пето у велеслалому.
Током наредне сезоне остварила је нешто боље резултате, неколико пута је била међу прве три и сезону је завршила на деветом месту у укупном поретку и на четвртом месту у поретку велеслалома. Ни сезона 1971/72. није била ништа боља за Гертруде Габл. На Зимским олимпијским играма 1972. у Сапороу није успела да заврши трке ни у слалому ни у велеслалому.
Након ове разочаравајуће сезоне Гертруде Габл, са само 23 године, је престала да се професионално бави скијањем. Недуго затим се удала. Свој живот је трагично окончала 18. јануара 1976. када ју је затрпала лавина у близини родног Занкт Антона.

### Освојени кристални глобуси
| Сезона | Дисциплина |
| ------ | ---------- |
| 1969.  | Укупно     |
| 1969.  | Слалом     |

### Победе у Светском купу
7 победа (5 у слалому, 2 у велеслалому)
| Датум             | Место        | Дисциплина |
| ----------------- | ------------ | ---------- |
| 11. јануар 1968.  | Гринделвалд  | Слалом     |
| 5. април 1968.    | Хевенли Вели | Велеслалом |
| 6. април 1968.    | Хевенли Вели | Слалом     |
| 4. јануар 1969.   | Оберштауфен  | Слалом     |
| 7. јануар 1969.   | Гринделвалд  | Слалом     |
| 16. фебруар 1969. | Високе Татре | Велеслалом |
| 17. фебруар 1969. | Високе Татре | Слалом     |